# Inmaculada Concepción en Tiburtino (título cardenalicio)
El título cardenalicio de Inmaculada Concepción en Tiburtino fue erigido por el papa Pablo VI el 29 de abril de 1969 y se enlaza a la iglesia de Santa Maria Immacolata e San Giovanni Berchmans que se encuentra en el barrio de Tiburtino al este de Roma.

## Titulares
- Peter Thomas McKeefry (1969-1973)
- Reginald John Delargey (1976-1979)
- Ernesto Corripio y Ahumada (1979-2008)
- Raymundo Damasceno Assis (2010-)